# Fat Freddy's Drop
Fat Freddy's Drop is een zevenkoppige band uit Wellington, Nieuw-Zeeland, waarvan de muzikale stijl wordt gekenmerkt door een combinatie van dub, reggae, soul, jazz, rhythm-and-blues en techno.
Oorspronkelijk is het een jamband die werd samengesteld in de late jaren 90 door muzikanten van andere bands in Wellington. De bandleden bleven in de eerste jaren spelen bij de verschillende bands waar ze lid van waren zoals The Black Seeds, TrinityRoots, Bongmaster en andere bands. Fat Freddy's Drop staat bekend om hun improvisatie tijdens de liveoptredens. De liedjes op hun studioalbums zijn versies van nummers die in loop der jaren live zijn gespeeld tijdens tournees in Nieuw-Zeeland en in het buitenland: de inspiratie voor de liedjes kwam tijdens de tournees en daarna namen ze de liedjes in de studio op.
De groep verwierf internationale bekendheid in 2003 nadat hun single Midnight Marauders opnieuw werd uitgegeven door platenmaatschappijen en dj's in Duitsland. Sindsdien toert de groep bijna ieder jaar door Europa. Het eerste studioalbum van Fat Freddy's Drop, Based On A True Story, is het eerste onafhankelijk gedistribueerde album dat de eerste plaats wist te bereiken in de platenverkoop in Nieuw-Zeeland direct nadat het in 2005 was uitgebracht. Tevens is het het bestverkochte album van een nationale band in Nieuw-Zeeland tot nu toe.

## Bandleden
- Dallas Tamaira ("Joe Dukie") – zang (1999–heden)
- Chris Faiumu ("DJ Fitchie") – percussie, productie (1999–heden)
- Toby Laing ("Tony Chang") – trompet (1999–heden)
- Tehimana Kerr ("Jetlag Johnson") – gitaar (2000–heden)
- Iain Gordon ("Dobie Blaze") – keyboards (2000–heden)
- Joe Lindsay ("Hopepa") – trombone, tuba (2000–heden)
- Scott Towers ("Chopper Reedz") – saxofoon (2007–heden)

Oud-leden
- Warryn Maxwell ("Fulla Flash") – saxofoon (2000–2007)
- Tom Bilkey ("Muppet Shorts") – gitaar (1999–2000)

## Geschiedenis

### Ontstaan 1999-2000
Fat Freddy's Drop kwam geleidelijk tot stand aan het eind van de jaren negentig toen leden van andere bands uit het muziekleven van Wellington begonnen samen te spelen. De oprichter van de groep, Chris "Mu" Faiumu, had voordat hij de groep oprichtte in andere bands gespeeld met een andere bijnaam, namelijk DJ Fitchie. Hij en twee van zijn vrienden, Toby Lang en Dallas Tamaira, speelden zelf af en toe samen al geïmproviseerde jamsessies. Alle drie waren betrokken bij andere bands. Faiumu en Tamaira waren lid van de 15-koppige dubband Bongmaster. Laing was lid van de groep The Black Seeds.
In 1999 begonnen ze samen live op te treden in lokale clubs en op festivals en brachten ze plaatselijk platen uit. Datzelfde jaar begon Faiumu de onafhankelijke muziekplatenmaatschappij The Drop samen met zijn vrouw Nicole en met geld van particuliere beleggers. Volgens Faiumu was de onderneming een zeer leerzame ervaring op het gebied van het maken en uitbrengen van platen. De eerste uitgave van The Drop was Dallas Tamaira's soloproject: een ep met vijf nummers onder de titel Better Than Change, gevolgd door de single Hope. Hope werd in twee dagen geschreven en opgenomen onder invloed van lsd. Op elk vloei (dosis) stond een afbeelding van Fat Freddy's Cat, een kat uit Gilbert Sheltons strip Fabulous Furry Freak Brothers. Dit, tezamen met het Engelse woord dropping (slang voor het gebruiken van lsd) verklaart de naam van de band.
De groep organiseerde in 2000 verscheidene informele jamsessies waarin plaatselijke muzikanten bij Faiumu thuis met hen konden meespelen. Deze sessies leidden tot vier nieuwe leden: Warryn Maxwell (tenor- en altsax), Tehimana Kerr (gitaar), Iain Gordon (keyboard) en Joe Lindsay (trombone). Net als de oorspronkelijke drie, speelden de nieuwe leden ook in andere groepen in en rond Wellington. Ian Gordon was een collega van Faiumu en Tamaira in de groep Bongmaster. Maxwell speelde in de reggaegroep TrinityRoots. Maxwell speelde samen met Joe Lindsay in de blazerssectie van Fat Freddy's Drop, en beiden waren halverwege de jaren negentig student aan het conservatorium in Wellington. Ondanks de vele leden bleef Faiumu de spil van de band.

### Live at the Matterhorn en singles: 2001–2004

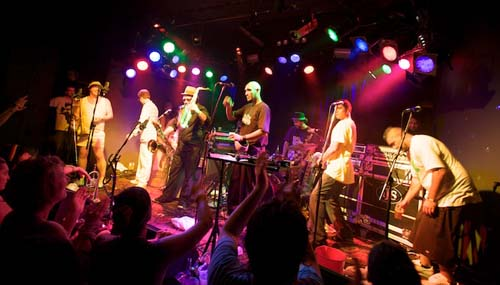
Fat Freddy's Drop spelend in het Hotel Great Northern in Byron Bay, New South Wales in 2009

De nu zeven leden van Fat Freddy's Drop noemden zichzelf soms het "zevenkoppige soul monster" en bleven live spelen in clubs en op festivals. Het eerste album van de band, Live at the Matterhorn, werd uitgebracht in 2001. Het album is een registratie van hun show in The Matterhorn Club in Wellington dat jaar. Er werd vrij weinig aan het album geremasterd. Er staan vier nummers op het album van gemiddeld achttien minuten per nummer. Het album werd niet echt een hit, maar er werden wel 9.000 exemplaren verkocht in de eerste paar maanden door mond-tot-mondreclame.
In 2000 begon de Nieuw-Zeelandse regering een campagne om de winstgevendheid van de muziek industrie van het land te verhogen. Ze wilden tevens de muziekuitvoer van artiesten en evenementen naar het buitenland subsidiëren. Fat Freddy's Drop was geen gefinancierde band, omdat ze geen studioplaten hadden uitgebracht, maar alleen livemuziek speelden. Het relatieve succes van Live at The Matterhorn gaf hen meer mogelijkheden om zich als een van de beste liveartiesten aan het publiek te presenteren. Een aantal van hun vroegere singles, zoals "The Hope" en Runnin, verschenen op compilatiealbums die door lokale labels en radiostations werden uitgegeven.
De derde single, uitgebracht in 2002, "Midnight Marauders" werd hun eerste stap op weg naar internationale erkenning toen er een kopie werd gegeven aan het Duitse platenlabel Sonar Kollektiv door een producent. De groep Jazzanova gebruikte de muziek van Fat Freddy's Band in verschillende mixen die ze in door heel Europa uitbrachten. De single "Hope" / "This Room" werd opnieuw uitgebracht door de platenmaatschappij en werd een groot succes. Daarom werd de band uitgenodigd door Sonar om een reeks concerten in Europa te spelen. Door het succes van de Sonar platenmaatschappij in Duitsland wilde meerdere platenmaatschappijen binnen Europa de band een contract geven om ze zo te promoten binnen Europa. Er kwam een eerste studioalbum uit in 2005. En de band werd uitgenodigd om op het Cannes Film Festival te spelen in 2004. Het Internationale DJ Magazine schreef dat Fat Freddy's Drop een van de top bands was om naar uit te kijken in 2004. In 2004 maakten ze een kleine toer in Nieuw-Zeeland en kwamen daarna weer snel terug in Europa om in samenwerking met de platenmaatschappij Sonar Kollektiv een Europese toer te maken met de naam Hope for a Generation. Ook werkten ze met de in Nieuw-Zeeland wonende Amerikaanse producer Recloose. Joe Dukie zong onder andere enkele nummers voor hem.

### Based on a True Story: 2005–2008

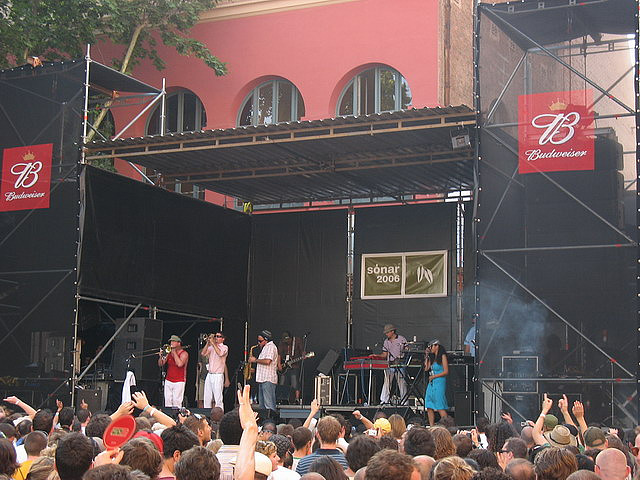
Fat Freddy's Drop in 2006

Fat Freddy's Drop eerste studioalbum in 2005 kreeg de naam Based on a True Story. Op dit album kwamen bewerkte liedjes die waren gespeeld tijdens het toeren. Sommige nummers waren al in 1999 live gespeeld en nog nooit opgenomen. De titel van het album is een verwijzing naar dit proces.
Nog steeds speelden sommige bandleden in andere bands in Wellington en dat gaf conflicten, omdat de leden nooit samen in de studio konden zijn om muziek op te nemen. Er werden individueel dingen voor het album opgenomen en nummers werden pas later gemixt, wat de samenwerking niet bevorderde. In plaats van Faiumu (met diens MPC-sampler) werd op dit album - en in enkele liveshows erna - de ritmesectie verzorgd door drummer Riki Gooch en bassist Rio Hemopo. Zij vormden samen met saxofonist Warryn Maxwell tevens de band TrinityRoots. De band werd daarnaast bijgestaan door zangers Hollie Smith, Ladi 6, P Digsss en Aaron Tokona (van de groep Bongmaster). Het album werd in een periode van achttien maanden gemixt in de studio bij Faiumu thuis, waarna het in de Fantasy Studios te San Francisco werd gemasterd.
Wandering Eye (2006) was de eerste single van Based on A True Story en laat horen dat de band veel reggae- en soulinvloeden heeft. Based on A True Story was het eerste onafhankelijk opgenomen album (zonder invloed van de Nieuw-Zeelandse regering), dat de eerste plaats bereikte en een recordverkoop had, direct nadat het was uitgebracht. Het is tevens het best verkochte album van een nationale artiest in de geschiedenis van het land. Dit kwam grotendeels door de uitstekende livereputatie van de band in Nieuw-Zeeland. In 2005 was de band tijdens de Nieuw-Zeeland Music Awards in elke categorie genomineerd: Beste Groep, Beste Album en Beste Nieuw-Zeelandse Roots Group. Ze wonnen ook de Peoples Choice Award in 2005 en 2006. Based on a True Story had 120.000 exemplaren verkocht in Nieuw-Zeeland vanaf april 2009. Ook in Europa kreeg het album lovende kritieken van recensenten, maar werd het geen commercieel succes. Daar werden slechts 30.000 exemplaren verkocht.
De band bleef de aankomende vier jaar toeren, terwijl de planning en ontwikkeling van het tweede studioalbum werd besproken. Ze gingen weer op tournee door Duitsland, Engeland en Italië, keerden in 2005 voor een paar maanden terug naar Nieuw-Zeeland en gingen in 2006 wederom terug naar Europa om de Europese World Cup Tour af te maken. Ook toerden ze langs de oostkust van Nieuw-Zeeland in 2006 en 2007. Veel bandleden waren ondertussen vader geworden en konden het vele toeren niet meer volhouden. Warryn Maxwell verliet de band in 2007 om familiale redenen, en werd vervangen tijdens de liveoptredens door Scott Towers. Towers was ooit een klasgenoot geweest van Maxwell op het Conservatorium van Muziek en was trombonist bij Joe Lindsay's Tutor There.

### Dr. Boondigga and the Big BW:2009
Fat Freddy's Drop brachten hun tweede studioalbum met de titel Dr Boondigga and the Big BW in 2009 uit. De opnames en het uitgeven van de cd werd wederom door de band zelf betaald, net zoals bij de eerste studioalbum. Zonder subsidie van de Nieuw-Zeelandse regering. In tegenstelling tot hun laatste album, werd het grootste gedeelte opgenomen in de studio met ditmaal alle bandleden erbij. Er waren twee uitzonderingen; het duet met Alice Russell en Tamaira en de eerste single van de cd: The Camel. Deze single was al in 2006 opgenomen.

### Live at Roundhouse:2010
Live at Roundhouse is de tweede live-cd uitgebracht in 2010. Het is een concertopname uit 2008, opgenomen in de Roundhouse in Londen tijdens een toer van zes weken door Europa. Het nummer "The Raft" werd de eerste single van de cd.

### Heden
Nog steeds is de band aan het toeren door Nieuw-Zeeland en Europa. Zo hebben ze bijvoorbeeld in 2011 op het North Sea Jazz Festival gespeeld.
In het najaar van  2024 komt de band voor 2 optredens naar Brussel en voor 1 naar Nederland.

## Albums
| Album met eventuele hitnotering(en) in de Nederlandse Album Top 100 | Datum van verschijnen | Datum van binnenkomst | Hoogste positie | Aantal weken | Opmerkingen |
| ------------------------------------------------------------------- | --------------------- | --------------------- | --------------- | ------------ | ----------- |
| Live at the Matterhorn                                              | 2001                  | -                     |                 |              |             |
| Based on a True Story                                               | 2005                  | -                     |                 |              |             |
| Dr Boondigga and the Big BW                                         | 2009                  | -                     |                 |              |             |
| Live at Roundhouse                                                  | 2010                  | -                     |                 |              |             |
| Blackbird                                                           | 2013                  | -                     |                 |              |             |
| Bays                                                                | 2015                  | -                     |                 |              |             |